# Kadashettyhalli, Kunigal
Kadashettyhalli là một làng thuộc tehsil Kunigal, huyện Tumkur, bang Karnataka, Ấn Độ.